# Рерберг, Иван Фёдорович (1831)

Специалисты Москворецкого водопровода у стен Воробьёвского резервуара. Фото начала XX века. Музей воды

Иван Фёдорович Рерберг (7 [19] декабря 1831 — 28 декабря 1917) — русский гражданский и железнодорожный инженер, действительный статский советник, управляющий Московско-Нижегородской железной дороги. Отец Ивана и Фёдора Рербергов.
Родился в семье военного инженера Фёдора Рерберга; младший брат Пётр сделал блистательную карьеру в армии.
В 1869 году работал в Москве, проектируя первый Бородинский мост. Сохранилась фотография инженеров и строителей Москворецкого водопровода, стоящих на фоне мемориальной доски, водружённой на фасаде наземного павильона Воробьёвского резервуара. На ней высечены слова:

«Водопровод сей, снабжающий город Москву Москворецкою фильтрованную водою, сооружен в царствование Государя Императора Николая II при московском генерал-губернаторе великом князе Сергее Александровиче и при московском городском голове князе Владимире Михайловиче Голицыне трудами городского Общественного Управления и Высочайше утвержденной Комиссии под председательством инженера Ивана Федоровича Рерберга, главных инженеров Николая Петровича Зимина и Константина Павловича Карельских, производителей работ: инженеров Ивана Михайловича Бирюкова, Николая Аркадьевича Кузьмина, Александра Петровича Забаева и архитектора Максима Карловича Геппенера».

.
Оставил след в истории железных дорог России проектированием Московско-Казанской железной дороги. В 1877 году по инициативе Рерберга близ Нижнего Новгорода был открыт первый в России завод по пропитке шпал. Его бюст установлен на перроне вокзала станции Ковров.